# Passage Sainte-Anne
Passage Sainte-Anne (pasáž Svaté Anny) je pasáž v Paříži ve 2. obvodu. Vstup do pasáže je přes dům č. 59 na Rue Sainte-Anne a dále přes Passage Choiseul v č. 52. Pasáž je otevřena od pondělí do soboty 7–21h a v neděli 8–21h.

## Historie
Pasáž byla postavena v roce 1829 a patří tak k nejstarším dochovaným pasážím v Paříži. Své jméno získala po sousedící ulici Rue Saint-Anne. Pro veřejnost byla otevřena až v roce 1848 po splnění podmínek týkající se uzavírání pasáže, její údržby a výšky okolních domů.